# I leoni di Sicilia (serie televisiva)
I leoni di Sicilia è una serie televisiva italiana, diretta da Paolo Genovese, tratta dall'omonimo romanzo di Stefania Auci.
La serie narra le vicende dei Florio, una famiglia di armatori e imprenditori di origini calabresi, che nella Sicilia dell'Ottocento divenne una delle più ricche e influenti dell'intera Italia.
Ai Nastri d'argento - Grandi Serie 2024 la serie ha vinto come serie drammatica e per il miglior attore protagonista per l'interpretazione di Michele Riondino. Miriam Leone ha ricevuto per la sua interpretazione un Premio Flaiano, una Pellicola d'Oro, un Filming Italy Venice Award all'81ª Mostra Internazionale d'Arte Cinematografica di Venezia e un Ciak d'oro come protagonista femminile.

## Trama
Nell'Ottocento i fratelli Paolo e Ignazio Florio lasciano la miseria di Bagnara Calabra per cercare fortuna a Palermo, dove aprono un'aromateria e in poco tempo diventano ricchi. Ma sarà il figlio di Paolo, Vincenzo, a trasformare Casa Florio in un vero impero commerciale con spezie, tonno, zolfo e navi, negli anni dell'Unità d'Italia. Alimentata da un bruciante desiderio di riscatto, l'ambizione di Vincenzo è di essere trattato da pari dai veri potenti di Palermo: i nobili. Per questo cerca per sé una moglie titolata, ma s'innamora follemente della borghese milanese Giulia Portalupi, che lo distoglie dalle sue ossessioni che ricadranno, però, come una maledizione sull'unico figlio maschio, Ignazio, al quale spetterà il compito di tenere alto il prestigio dei Florio.

## Episodi
| Stagione       | Episodi | Pubblicazione |
| -------------- | ------- | ------------- |
| Prima stagione | 8       | 2023          |

## Personaggi e interpreti

### Principali
- Vincenzo Florio, interpretato da Michele Riondino.
Unico figlio di Paolo Florio, erediterà il business del padre, diventando l'imprenditore più ricco della Sicilia dell'Ottocento, commercializzando aromi, spezie, tonno e vino Marsala. Esuberante, sicuro, pieno di sé e molto schietto, vive una perenne lotta ideologica contro la nobiltà siciliana che, a detta sua, guarda i Florio dall'alto verso il basso poiché famiglia di commercianti.
- Giulia Portalupi, interpretata da Miriam Leone.
Moglie di Vincenzo, donna molto intelligente e riflessiva, è colei che fa ragionare molto spesso il fumantino Vincenzo. Ella darà alla luce tre figli: Angela, Giuseppina e Ignazio, quest'ultimo in memoria dello zio scomparso.
- Giuseppina Saffiotti, interpretata da giovane da Ester Pantano e in età matura da Donatella Finocchiaro.
Madre di Vincenzo e moglie di Paolo Florio, spesso soggiogata da quest'ultimo. Alla morte del marito si avvicinerà al cognato Ignazio, che ama da sempre, ricambiata. L'aver trascorso gli anni con il despota Paolo senza poter vivere a pieno il suo amore con Ignazio la porterà ad essere acida e perennemente in conflitto con Giulia, che andrà poi a sposarsi col figlio Vincenzo.
- Paolo Florio, interpretato da Vinicio Marchioni.
Capostipite della famiglia Florio che, caduta in disgrazia, si trasferirà insieme ad essa a Palermo per una nuova vita, aprendo un'aromateria e diventando la famiglia più ricca di Sicilia. Deciso e determinato, non si fa scrupoli per ottenere ciò che vuole pur di fare affari.
- Ignazio Florio, interpretato da Paolo Briguglia.
Fratello di Paolo, calmo e misurato, sarà colui che crescerà Vincenzo dopo la prematura scomparsa del padre.
- Duchessa Spadafora, interpretata da Claudia Pandolfi.
- Ignazio Florio, interpretato da Eduardo Scarpetta.
Figlio terzogenito di Vincenzo e Giulia e primo erede dell'impero Florio, viene chiamato così in memoria dello zio scomparso.

### Secondari
- Vincenzo Florio a 17 anni, interpretato da Alessandro Rocca.
- Giuseppina Florio, interpretata da Gaja Masciale.
- Angela Florio, interpretata da Clara Tramontano.
- Camille Bernard, interpretata da Jessica Cressy.
- Ben Ingham, interpretato da Guy Oliver Watts.
- Giovanni Portalupi, interpretato da Michele Ragno.
- Principessa Stefania Branciforte, interpretata da Luana Rondinelli.
- Tommaso Portalupi, interpretato da Fulvio Falzarano.
- Antonia Portalupi, interpretata da Sandra Ceccarelli.
- Baronessina Giovanna D'Ondes, interpretata da Adele Cammarata.
- Barone Gioacchino D'Ondes, interpretato da Vincenzo Failla.
- Peppe Messina, interpretato da Emmanuele Aita.
- Carlo Giachery, interpretato da Luca Angeletti.
- Carmelo Saguto, interpretato da Massimo Cagnina.
- Canzoneri, interpretato da Tony Sperandeo. Farmacista di Palermo, concorrente e rivale dei Florio, è la prima persona del posto a fare il suo ingresso nella Bottega di Paolo e Ignazio non ancora allestita ad aromateria, quando è sempre vuota e in procinto di aprire.
- Principe Carlo Filangieri, interpretato da Antonio Gerardi.
- Barone Mercurio Nasca di Montemaggiore, interpretato da Nicola Rignanese.
- Nobildonna Eleonora, interpretata da Caterina Misasi.
- Barone Chiaramonte Bordonaro, interpretato da Ninni Bruschetta.
- Principe di Torrebruna, interpretato da Enrico Lo Verso.
- Principe Romualdo Trigona, interpretato da Francesco Foti.
- Giuseppe Lanza di Trabia, interpretato da Sergio Vespertino.
- Signora De Pace, interpretata da Ester Vinci.
- Frangipane, interpretato da Massimo De Lorenzo.
- Giuseppe La Masa, interpretato da Giulio Corso.
- Generale Del Carretto, interpretato da Paco Reconti.
- Ben Ingham da giovane, interpretato da Reed Stokes.

## Promozione
Il teaser trailer è stato pubblicato online il 22 settembre 2023, mentre il trailer ufficiale è stato pubblicato il 3 ottobre.

## Distribuzione
I primi quattro episodi della serie sono stati distribuiti su Disney+ il 25 ottobre 2023, mentre i restanti quattro il 1º novembre 2023. Dal 10 settembre 2024 va in onda in chiaro su Rai 1.

## Colonna sonora
Il singolo Durare di Laura Pausini è impiegato come colonna sonora della serie italiana, mentre la versione spagnola Durar è stata impiegata nell'adattamento spagnolo della serie.

## Riconoscimenti
- 2024 – Nastri d'argento - Grandi Serie[10]
  - Miglior serie TV - Drama
  - Miglior attore protagonista a Michele Riondino
  - Candidatura alla miglior attrice protagonista a Miriam Leone

- Premi internazionali Flaiano[1]
  - Premio alla miglior interpretazione femminile a Miriam Leone

- Ciak d'oro
  - Protagonista femminile a Miriam Leone

- Mostra internazionale d'arte cinematografica di Venezia
  - Filming Italy Venice Award come miglior attrice protagonista a Miriam Leone

- La pellicola d'oro 
  - Miglior attrice protagonista a Miriam Leone[11]